# Ahat
Ahat je mineral i poludragi kamen različitih boja. Predstavlja nagomilavanje različitih oblika kvarca, uglavnom kalcedona, koji je mikrokristalizirana silikatna kiselina. Rabi se za izradu nakita. Ahat je dobio ime po riječi Ahat (sada Drilo) na Siciliji, gdje je prvi put nađen.

## Svojstva
Većina ahata nalazi se u vulkanskim stijenama ili starim otvrdlim lavama. U šupljinama, koje su nastajale u rastopljenoj masi, koju je onda djelomično ili potpuno ispunjavala silikatna materija. Takav ahat pokazuje paralelne linije.

## Fizičko-kemijska svojstva
Tvrdoće je 7 po mohsovoj ljestvici. Ne otapa se u kiselinama, osim u HF. Neproziran je.

## Nalazišta
- Rusija, Ural
- Brazil
- Češka
- Sicilija
- Urugvaj
- Njemačka, (Idar-Obersein, Saska)
- Indija, Dekan
- Hrvatska, (Lepoglava, Gaveznica)

## Vanjske poveznice
- Minerals, Rocks And Gemstones  Arhivirana inačica izvorne stranice od 15. studenoga 2010. (Wayback Machine)
- International Colored Gemstone Association
- Mindat data